# Deutsche Poolbillard-Meisterschaft 2019 (Damen)
Die Deutsche Poolbillard-Meisterschaft 2019 war die 39. Austragung zur Ermittlung der nationalen Meistertitel der Damen in der Billardvariante Poolbillard. Sie wurde vom 2. bis 10. November 2019 in der Wandelhalle in Bad Wildungen im Rahmen der Deutschen Billard-Meisterschaft ausgetragen.
Es wurden die Deutschen Meisterinnen in den Disziplinen 14/1 endlos, 8-Ball, 9-Ball und 10-Ball ermittelt.

## Medaillengewinner
| Disziplin   | Gold                                    | Silber                                 | Bronze                                 | Bronze                                    |
| ----------- | --------------------------------------- | -------------------------------------- | -------------------------------------- | ----------------------------------------- |
| 14/1 endlos | Vivien-Kathy Schade (BC Queue Hamburg)  | Ina Kaplan (BC Siegtal 89)             | Melanie Süßenguth (TV Borghorst)       | Miriam Steiner (BC Alsdorf)               |
| 8-Ball      | Julienne Wolf (BV Pool 2000 Herne)      | Angelina Lubinaz (BC Queue Hamburg)    | Miriam Steiner (BC Alsdorf)            | Deborah Tröbinger (BSC Shooters Mettmann) |
| 9-Ball      | Tina Vogelmann (BULL Leonberg-Höfingen) | Vivien-Kathy Schade (BC Queue Hamburg) | Chantal Manske (1. PBC Neuwerk)        | Ina Kaplan (BC Siegtal 89)                |
| 10-Ball     | Vivien-Kathy Schade (BC Queue Hamburg)  | Beatrix Kustos (PSG Köln)              | Veronika Kordian (SV Motor Babelsberg) | Chantal Manske (1. PBC Neuwerk)           |

## Modus
Die 32 Spielerinnen, die sich über die Landesmeisterschaften der Billard-Landesverbände qualifiziert haben, traten zunächst im Doppel-K.-o.-System gegeneinander an. Ab dem Achtelfinale wurde im K.-o.-System gespielt.